# Sarvgölen (Risinge socken, Östergötland)
Sarvgölen är en sjö i Finspångs kommun i Östergötland och ingår i Nyköpingsåns huvudavrinningsområde. Sjön har en area på 0,0626 kvadratkilometer och ligger 73,2 meter över havet.

## Delavrinningsområde
Sarvgölen ingår i det delavrinningsområde (651825-150866) som SMHI kallar för Inloppet i Östjuten. Medelhöjden är 73 meter över havet och ytan är 19,75 kvadratkilometer. Räknas de 2 avrinningsområdena uppströms in blir den ackumulerade arean 30,24 kvadratkilometer. Bokvarnsån (Svarttorpsån) som avvattnar avrinningsområdet har biflödesordning 2, vilket innebär att vattnet flödar genom totalt 2 vattendrag innan det når havet efter 125 kilometer. Avrinningsområdet består mestadels av skog (86 procent). Avrinningsområdet har 1,07 kvadratkilometer vattenytor vilket ger det en sjöprocent på 5,4 procent.